# Rendorp
Die Rendorp waren ein niederländisches Patriziergeschlecht, welches ab dem Jahre 1815 dem Adel zugehörig ist.
Die Familie stammt aus Lüneburg und kam zur Mitte des 16. Jahrhunderts nach Amsterdam. Dort trieben sie als Kaufleute Handel, um 1650 herum in der Amsterdamer Stadtregierung Fuß zu fassen. Die Familie Rendorp wurde im Jahre 1815 mit dem Prädikat Jonkheer in den neuen niederländischen Adel erhoben.

## Genealogie
- Herman Hansz Rendtorff  ⚭ mit Ludwich von Veltheim
  - Joachim Hermansz Rendorp (Rentorp) (* 1593)  ⚭ mit Lijsbeth Pietersdr Bicker
    - Harmen Rendorp (1570–1625)  ⚭ mit Metta van Ingen
      - Joachim Rendorp (1608–1678) ⚭ mit Brigitta Hulft
        - Herman Rendorp (1647–1724)  ⚭ mit Maria Loten
        - Pieter Rendorp (1648–1699)  ⚭ mit Johanna Hulft
          - Joachim Rendorp (1671–1730) ⚭ mit Maria Catharina Meyners
            - Mr. Pieter Rendorp (1703–1760), Heer von Marquette, Bürgermeister von Amsterdam; ⚭ mit Margaretha Calkoen und hernach mit Agatha Maria Pancras
              - Joachim Rendorp (1728–1792), Vrijheer von Marquette, Direktor der Sozietät von Suriname, Diplomat, Bürgermeister von Amsterdam; ⚭ mit Wilhelmina Hillegonda Schuyt
                - Jhr. Willem Rendorp (1769–1827), ⚭ mit Pauline Adriana Boreel
                - Jhr. Jacob Rendorp van Marquette (1795–1879), ⚭ mit Jkvr. Agneta Margaretha Catharina Deutz van Assendelft

            - Pieter Nicolaas Rendorp (1732–1773) ⚭ mit Anna Maria Dedel
              - Pieter Rendorp (1759–1814) ⚭ mit Catharina Quirina van Sypesteyn
                - Pieter Nicolaas Rendorp (* 1785) ⚭ mit Catharina Druyvesteyn
                  - Julius Oscar Rendorp	(1821–1883) ⚭ mit Hermina Johanna Oldenhof

                - Cornelis Joachim Rendorp (* 1787) ⚭ mit Christine Louise Staring
                  - Pieter Anthoni Rendorp (* 1831), Bürgermeister von Beuningen; ⚭ mit Eliza Catharina Johanna Carolina de Ranitz

              - Salomon Rendorp (1767–1824), Brauer; ⚭ mit Johanna Ferdinanda van Collen

          - Margaretha Rendorp (1673–1730), Ehefrau des Amsterdamer Regenten Jan (III.) van de Poll (1668–1745)
          - Brigitta Johanna Rendorp (1689–1734), Ehefrau des Jan Reael